# .coop

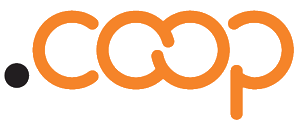
تصویر لوگو .coop

پسوند ‎.coop‏ پسوند دامنه اینترنتی بین‌الملل موسسات تعاونی است. مسئول ثبت دامنه‌های با این پسوند Midcounties Co-operative (NCBA) واقع در واشنگتن دی سی است طبق گزارش وب‌گاه این مرکز، تا اواخر اکتبر ۲۰۰۸ بیش از ۱۰۰٬۲۰۰ دامنه با این پسوند در اینترنت ثبت شده‌است. نیل هومر از آکسفورد انگلستان رئیس واحد ثبت دامنه اینترنتی ‎.coop است.

## پسوندهای عام این پسوند
- .coop: فقط برای مؤسسات تعاونی دارای ثبت رسمی به صورت تعاونی و تنها با ارائه ثبت رسمی و احراز هویت فرد ثبت کننده به عنوان نماینده یا عضو رسمی هیئت مدیره ثبت دامنه ممکن می‌شود.

### روش ثبت
طبق آخرین دستور العمل ثبت دامنه با این پسوند فقط از طریق وب سایت رسمی آن www.nic.coop و با ساختن شناسه در این سایت، احراز هویت و تأیید آن از طرف (NCBA) قانونی است، هر دامنه فقط در مالکیت یک شخص حقیقی یا حقوقی می‌تواند باشد.
کارگزاران رسمی ثبت دامنه نیز در لیست پرداخت کنندگان در همان سایت درج شده‌اند، سایر ثبت کنندگان مستقل نیز موظف به ارائه شناسه‌ای شده‌اند که در زمان ثبت شخص ثبت کننده می‌تواند با درج این شناسه‌ها در قسمت کارگزار آن‌ها را معرفی کنند، در صورت عدم معرفی آن‌ها یا انتخاب یک کارگزار از لیست، خود فرد مسئول پرداخت هزینه‌های دامنه‌است. معمولاًً هزینه پرداخت مستقیم چند برابر ثبت کنندگان معمولی و کارگزاران رسمی است.